# Wilhelm Lexis
Wilhelm Lexis (født 17. juli 1837 i Eschweiler, død 24. august 1914 i Göttingen) var en tysk nationaløkonom og statistiker.
Lexis studerede i Bonn matematik og naturfag, i Paris nationaløkonomi. 1872 blev han professor i Strasbourg, derefter ved forskellige andre universiteter, sidst 1887 udnævnt til professor i Göttingen, hvor Lexis virkede i 25 år. Af arbejder fra hans hånd foreligger fra hans yngre år forskellige befolkningsstatistiske afhandlinger, der vidnede om megen skarpsindighed og indførte nye videnskabelige metoder: Einleitung in die Theorie der Bevölkerungsstatistik (1875), Zur Theorie der Massenerscheinungen in der menschlichen Gesellschaft (1877) med flere, der 1903 udkom samlet under titelen Abhandlungen zur Theorie der Bevölkerungs- und Moralstatistik. Senere var det navnlig pengevæsen og andre nationaløkonomiske spørgsmål, Lexis beskæftigede sig med, og hvorom han har skrevet en rærkke artikler og afhandlinger. Lexis var medredaktør af de tre første udgaver af den kendte og også uden for Tyskland meget anvendte Handwörterbuch der Staatswissenschaften, og 1891—1914 medredaktør af tidsskriftet Jahrbücher für Nationalökonomie und Statistik; han var medlem af Det internationale statistiske Institut fra dets oprettelse, æresmedlem fra 1911. Som mangeårig lærer ved Göttingens Universitet og leder af seminariet for forsikringsvidenskab fik Lexis en betydelig indflydelse på det statsvidenskabelige studium i Tyskland, og som videnskabsmand nød han både hjemme og i udlandet megen anseelse; Lexis var således fra 1904 ærresmedlem af Royal Statistical Society i London.